# Amarantenfamilie
De amarantenfamilie (Amaranthaceae) is een familie van tweezaadlobbige kruidachtige planten en struiken.
Er is een verschil tussen de familie zoals traditioneel omschreven, zie bijvoorbeeld de 22e druk van de Heukels, en zoals omschreven door het APG-systeem (1998), het APG III-systeem (2009) en de 23e druk van de Heukels. De traditionele omschrijving is aanmerkelijk beperkter dan de omschrijving volgens APG, die ook de planten omvat die traditioneel de ganzenvoetfamilie (Chenopodiaceae) vormen. Door moleculair onderzoek is in 2012 de classificatie binnen de ganzenvoetfamilie veranderd. Hierdoor is van enkele soorten de soortnaam veranderd.
In ruime zin heeft de familie een groot verspreidingsgebied in gematigde streken, subtropen en tropen. Veel soorten zijn aangepast aan bodems met een hoog zoutgehalte (halofyt), maar ook onder droge omstandigheden in steppe en aan de rand van woestijnen komen ze voor.
Een aantal soorten wordt gebruikt als groente, zoals spinazie (Spinacia oleracea) en gecultiveerde vormen van het geslacht biet (Beta), zoals rode biet. De suikerbiet (Beta vulgaris) is een belangrijke leverancier van suiker.
Quinoa is het zaad van Chenopodium quinoa en is al 6000 jaar in gebruik als voedsel in de Andes in Zuid-Amerika. Het is een goede vervanger voor graanproducten. Veel soorten zijn geliefde tuinplanten, vooral uit de geslachten Alternanthera, Amaranthus, Celosia en Iresine.
Op de Nederlandstalige Wikipedia worden de volgende soorten in een eigen artikel behandeld:
- Tuinmelde (Atriplex hortensis)
- Glanzende melde (Atriplex nitens)
- Uitstaande melde (Atriplex patula)
- Gewone zoutmelde (Atriplex portulacoides)
- Spiesmelde (Atriplex prostrata)
- Suikerbiet (Beta vulgaris subsp. vulgaris var. altissima))
- Voederbiet (Beta vulgaris subsp. vulgaris var. crassa)
- Rode biet (Beta vulgaris subsp. vulgaris var. ruba)
- Snijbiet (Beta vulgaris var. cicla)
- Zeebiet (Beta vulgaris subsp. maritima)
- Brave hendrik (Blitum bonus-henricus, synoniem: Chenopodium bonus-henricus)
- Trosaardbeispinazie (Blitum capitatum, synoniem: Chenopodium capitatum)
- Rode aardbeispinazie (Blitum virgatum, synoniem: Chenopodium foliosum)
- Esdoornganzenvoet (Chenopodiastrum hybridum, basioniem: Chenopodium hybridum)
- Muurganzenvoet (Chenopodiastrum murale, basioniem: Chenopodium murale)
- Melganzenvoet (Chenopodium album)
- Druifkruid (Chenopodium botrys)
- Stippelganzenvoet (Chenopodium ficifolium)
- Quinoa (Chenopodium quinoa)
- Stinkende ganzenvoet (Chenopodium vulvaria)
- Welriekende ganzenvoet (Dysphania ambrosioides, basioniem: Chenopodium ambrosioides)
- Korrelganzenvoet (Lipandra polysperma, basioniem: Chenopodium polyspermum)
- Beursjesganzenvoet (Oxybasis chenopodioides, basioniem: Chenopodium chenopodioides)
- Zeegroene ganzenvoet (Oxybasis glauca, basioniem: Chenopodium glaucum)
- Rode ganzenvoet (Oxybasis rubra, basioniem: Chenopodium rubrum)
- Groot knarkruid (Polycnemum majus)
- Kortarige zeekraal (Salicornia europaea)
- Spinazie (Spinacia oleracea)
- Schorrenkruid (Suaeda maritima)

Volgens de 24e druk van de Heukels komen in Nederland de volgende geslachten voor:
- Amaranthus (geslacht Amarant)
- Atriplex (geslacht Melde)
- Axyris
- Bassia
- Beta (geslacht Biet)
- Blitum (geslacht Spiesganzevoet)
- Chenopodiastrum (geslacht Nerfganzenvoet)
- Chenopodium (geslacht Ganzenvoet)
- Corispermum (geslacht Vlieszaad)
- Dysphania (geslacht Klierganzenvoet)
- Kochia
- Lipandra
- Oxybasis (geslacht Kale ganzenvoet)
- Polycnemum (geslacht Knarkruid)
- Salicornia (geslacht Zeekraal)
- Salsola (geslacht Loogkruid)
- Spinacia
- Suaeda (geslacht Schorrenkruid)

In de ruime omschrijving telt de familie meer dan tweeduizend soorten in bijna tweehonderd geslachten:
- Achyranthes, Achyropsis, Acroglochin, Aerva, Agathophora, Agriophyllum, Alexandra, Allenrolfea, Allmania, Allmaniopsis, Alternanthera, Amaranthus, Anabasis, Anthochlamys, Aphanisma, Archiatriplex, Arthraerua, Arthrocnemum, Arthrophytum, Atriplex, Axyris, Babbagia, Bassia, Beta, Bienertia, Blutaparon, Borsczowia, Bosea, Brachylepis, Calicorema, Camphorosma, Celosia, Centema, Centemopsis, Centrostachys, Ceratocarpus, Chamissoa, Charpentiera, Chenopodium, Choriptera, Chionothrix, Climacoptera, Corispermum, Cornulaca, Cremnophyton, Cyathobasis, Cyathula, Cycloloma, Dasysphaera, Deeringia, Didymanthus, Digera, Dissocarpus, Dysphania, Einadia, Enchylaena, Eremophea, Eriochiton, Eriostylos, Esfandiaria, Exomis, Fadenia, Fredolia, Froelichia, Froelichiella, Girgensohnia, Goerziella, Gomphrena, Grayia, Guilleminea, Gyroptera, Hablitzia, Halanthium, Halarchon, Halimione, Halimocnemis, Halocharis, Halocnemum, Halogeton, Halopeplis, Halosarcia, Halostachys, Halothamnus, Haloxylon, Hammada, Helicilla, Hemichroa, Henonia, Herbstia, Hermbstaedtia, Heterostachys, Holmbergia, Horaninovia, Indobanalia, Irenella, Iresine, Kalidiopsis, Kalidium, Kirilowia, Kochia, Krascheninnikovia, Kyphocarpa, Lagenantha, Lagrezia, Leucosphaera, Lithophila, Lopriorea, Maireana, Malacocera, Manochlamys, Marcelliopsis, Mechowia, Microcnemum, Microgynoecium, Monolepis, Nanophyton, Nelsia, Neobassia, Neocentema, Nitrophila, Noaea, Nothosaerva, Nototrichium, Nucularia, Nyssanthes, Ofaiston, Oreobliton, Pachycornia, Panderia, Pandiaka, Patellifolia, Petrosimonia, Pfaffia, Piptoptera, Pleuropetalum, Pleuropterantha, Polycnemum, Polyrhabda, Pseudogomphrena, Pseudoplantago, Pseudosericocoma, Psilotrichopsis, Psilotrichum, Ptilotus, Pupalia, Quaternella, Rhagodia, Rosifax, Roubieva, Roycea, Salicornia, Salsola, Saltia, Sarcocornia, Sclerolaena, Sclerostegia, Seidlitzia, Senniella, Sericocoma, Sericocomopsis, Sericorema, Sericostachys, Sevada, Siamosia, Spinacia, Stelligera, Stilbanthus, Suaeda, Suckleya, Sympegma, Tecticornia, Tegicornia, Teloxys, Theleophyton, Threlkeldia, Tidestromia, Traganopsis, Traganum, Trichuriella, Volkensinia, Woehleria, Zuckia (ondergebracht in de Grayia)